# Beuningen
Beuningen  è una municipalità dei Paesi Bassi di 25 475 abitanti situata nella provincia di Gheldria.